# Symphyotrichum oolentangiense
Espèce
Symphyotrichum oolentangiense est une espèce de plantes de la famille des Astéracées.